# نيكولاس رودريغيز بينيا
نيكولاس رودريغيز بينيا (بالإسبانية: Nicolás Rodríguez Peña)‏ هو سياسي أرجنتيني، ولد في 1 أبريل 1775 في بوينس آيرس في الأرجنتين، وتوفي في 1853 في سانتياغو في تشيلي. انتخب عضو مجلس النواب في الأرجنتين.